# تيريزا سانتوس
تيريزا ستيلا باربوسا سيلفا سانتوس (من مواليد 9 يونيو 1998) عارضة أزياء برازيلية وحاملة لقب ملكة جمال البرازيل 2021. بصفتها ملكة جمال البرازيل ، ستمثل البرازيل في ملكة جمال الكون 2021. وقد سبق أن توجت سانتوس بلقب ملكة جمال البرازيل 2021 وملكة جمال سيرا 2018 ، واحتلت المركز الثاني في مسابقة ملكة جمال البرازيل 2018. وهي رابع امرأة من سيارا تفوز بلقب ملكة جمال البرازيل.

## روابط خارجية
- تيريزا سانتوس على إنستغرام

| الجوائز و الإنجازات | الجوائز و الإنجازات     | الجوائز و الإنجازات |
| ------------------- | ----------------------- | ------------------- |
| سبقه أليسيا دوارتي  | ملكة جمال سيرا 2018     | تبعه لوانا لوبو     |
| سبقه لوانا لوبو     | ملكة جمال سيرا 2021     | الحالي              |
| سبقه جوليا غاما     | ملكة جمال البرازيل 2021 | الحالي              |